# Бренівкові
Бренівкові (Bombyliidae) — родина двокрилих комах підряду коротковусих.

## назва родини
Серед назв родини, окрім "брЕнівкові", відомі також такі (за ):
- Bombyliidae Latreille, 1802 — бринівкові, трепетницеві, бринівки, бомбіліїди.

## опис
Тіло має довжину близько 10 мм, вкрите густими волосками. Крила, ноги, а часто і хоботок довгі. Трапляються на квітах, живляться нектаром. Личинки більшості видів — паразити різних комах та їх личинок або лялечок (бджіл, метеликів, наїзників тощо). 

## обсяг та поширення
Відомо близько 3000 видів бренівкових, поширені переважно в сухих тропіках і субтропіках. В Україні понад 20 видів, переважно в Криму та інших південних областях, найчастіше в піщаних біотопах.